# Carlos Chanfón Olmos
Carlos Chanfón Olmos (22 de mayo de 1928 – 27 de febrero de 2002) fue un arquitecto mexicano y profesor de la Universidad Nacional Autónoma de México. Es conocido por su investigación y publicación de diversos temas en el ámbito de la arquitectura, todos bajo el sello editorial de la UNAM, y por ser el principal impulsor de un proyecto editorial sobre la Historia de la Arquitectura y el Urbanismo Mexicano. Es doctor Honoris Causa por la Universidad de Colima desde 2001.
Estudió en la UNAM, donde finalmente se convirtió en maestro en la Generación del 78 e investigador de la Facultad. Como investigador ha publicado diversas obras de reconocimiento académico internacional respecto a temas como la proporción áurea, Villard de Honnecourt y la historia de la arquitectura.
Entre las obras que ha publicado se encuentra: Arquitectura del siglo XVI: temas escogidos, Historia de la Arquitectura y Urbanismos Mexicanos, Wilars de Honecort: su manuscrito, Curso sobre proporción, que fue creado originalmente como material didáctico para un curso académico que dio a lo largo de UADY con el doctor Pablo Chico Ponce de León.
Curso sobre proporción se centra en la diversidad de los sistemas de proporciones que se han utilizado en la arquitectura a través de la historia. Utiliza diversos análisis gráficos realizados por otros autores como Frederik Macody Lund, Jay Hambidge y José Villagrán García, expresando, sin embargo, sus propias propuestas.

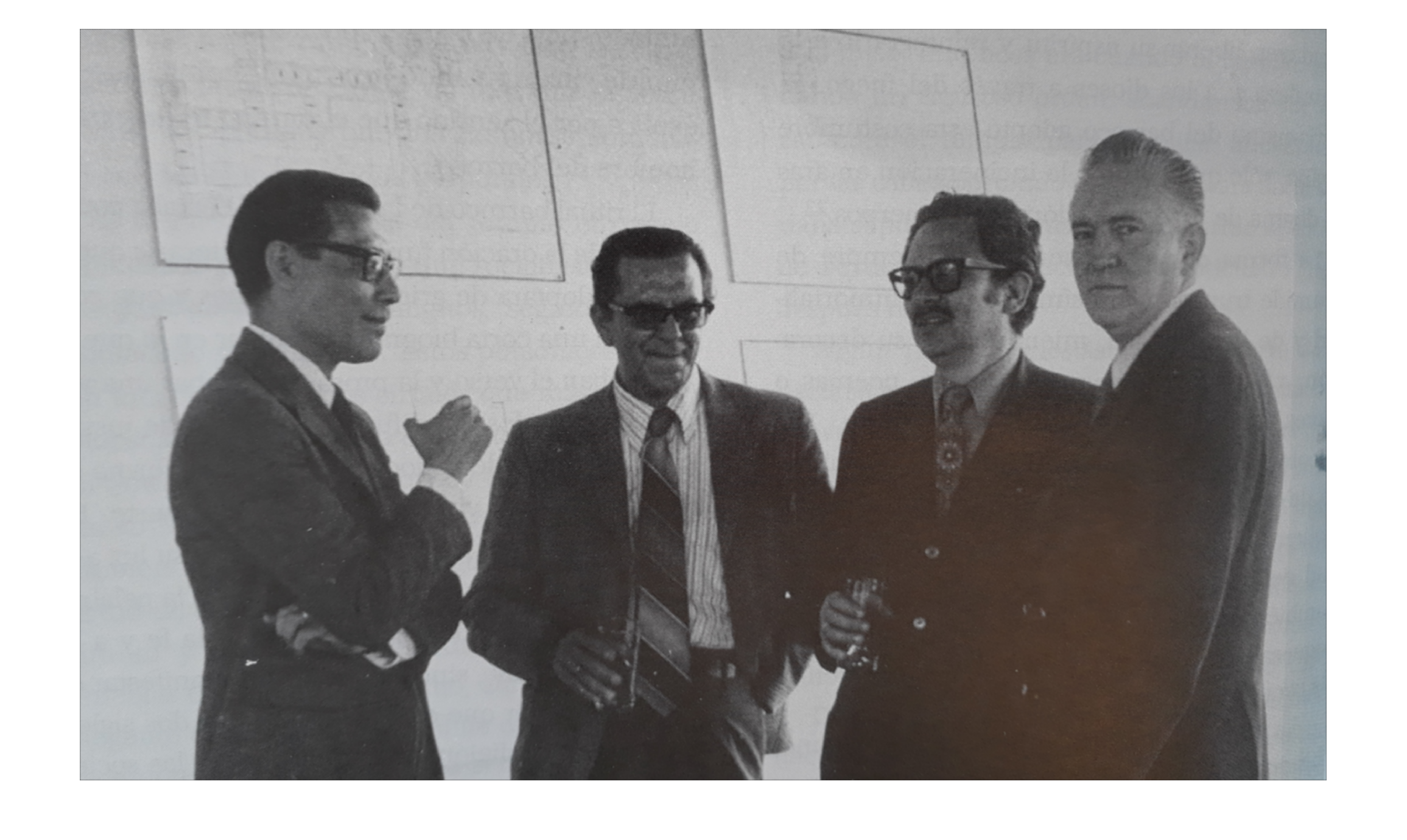
Photograph of Carlos Chanfon, Constantino Reyes-Valerio, Carlos Martínez Marin and Jorge Gurria

## Teoría de la restauración
La restauración es la protección sistemática de las fuentes tangibles, que sin límite previsible, da pie a la paulatina disminución del carácter conjetural de la interpretación subjetiva, que obliga a cada época a replantear sus visiones del pasado, con responsabilidad de plantear el futuro.
La restauración en sus orígenes derivaba de re estacar para consolidar o reforzar un elemento; se apoyó firmemente en los Tratados clásicos, Manuales y la Teórica de la arquitectura de José Villagrán García, y a su vez complementó reflexiones sobre la restauración, la cual comprendió como un arte, que requiere de fundamentos teóricos de carácter científico. Para ello planteó de una metodología dirigida, con una investigación bibliográfica, gráfica, documental y de campo, con el objeto de obtener un proyecto de restauración y desarrollo de obra, el cual ordenó por tipologías de restauración: Liberación, Consolidación, Reestructuración, Reintegración e Integración. Apuntó como necesidad la investigación de la arquitectura y el urbanismo desde el punto de vista del estudio histórico de los espacios urbanos y arquitectónicos, a diferencia de una visión formal y por estilos. Su mayor aporte es la de establecer en una forma actualizada: Los fundamentos teóricos de la restauración y destacó la importancia de la Arqueología, la Sociología y las Artes. Al final de su vida abre un nuevo camino y visión, con la reflexión de una Historia de los espacios en la arquitectura y el urbanismo mexicanos, tanto en lo Mesoamericano, como en lo Virreinal.
El doctor en arquitectura Leonardo Icaza (1945-2012) retoma por herencia la cátedra del Dr. Chanfón en el Posgrado de la Facultrad de Arquitectura de la UNAM. La obra de restauración requiere de un proyecto con fundamento científico complementado con análisis de deterioros y alteraciones, ordenados por tipologías plasmadas en una simbología especializada, y especificaciones de obras de restauración. A su vez aporta la ruta crítica para la especialidad, incluyendo desde un inicio el proyecto arqueológico y los trabajos de investigación, así como es factible determinar un presupuesto lógico y apegado a la práctica de obra. En síntesis, planteó la importancia del estudio histórico para determinar una teoría propia y acorde con la realidad de nuestro País; por lo que es importante desarrollar: Historia de la restauración y Teoría de la restauración de la arquitectura en México. 2

## Obra escrita
- Fundamentos teóricos de la restauración, México, 1988, Colección Posgrado, n.° 4. Facultad de Arquitectura, UNAM, 284 pp. (Rev. Ed., 1984, 1996 y 1998).
- Arquitectura mexicana del siglo XVI, México, 1994, UNAM, 307 pp.
- Problemas teóricos de la restauración, México, 1979, Churubusco, Escuela Nacional de Conservación Restauración y Museografía Manuel del Castillo Negrete (ENCRyM).
- Terminología de la arquitectura, México, 1979, Churubusco, ENCRyM.
- Historia de la arquitectura y urbanismo mexicanos, tomo 2, 1, México, 1997, UNAM, FCE 750.
- Trazos geométricos en la restauración, ENCRyM 1979-1981.